# Королівський Тиррелівський музей палеонтології
Королівський Тиррелівський музей палеонтології (англ. Royal Tyrrell Museum) — палеонтологічний музей, знаходиться за 4 км від містечка Драмгелер і на північний захід від міста Калгарі. Музей є головним канадським центром досліджень у галузі палеонтології й має понад 18 000 скам'янілостей у найбільшому сховищі в Канаді. Щорічно музей відвідують 400 тисячі туристів.

## Історія
Музей названий на честь канадського геолога Джосефа Тіррела (англ. Joseph Tyrrell), який відкрив рештки першого динозавра в долині річки Ред-Дір у 1884 році.
Музей відкритий 25 вересня 1985 року. У липні 1904 року Єлизавета II до назви музею додала Королівський.

## Постійні експозиції
Музей складається з декількох експозицій загальною площею 4400 м².

## Галерея

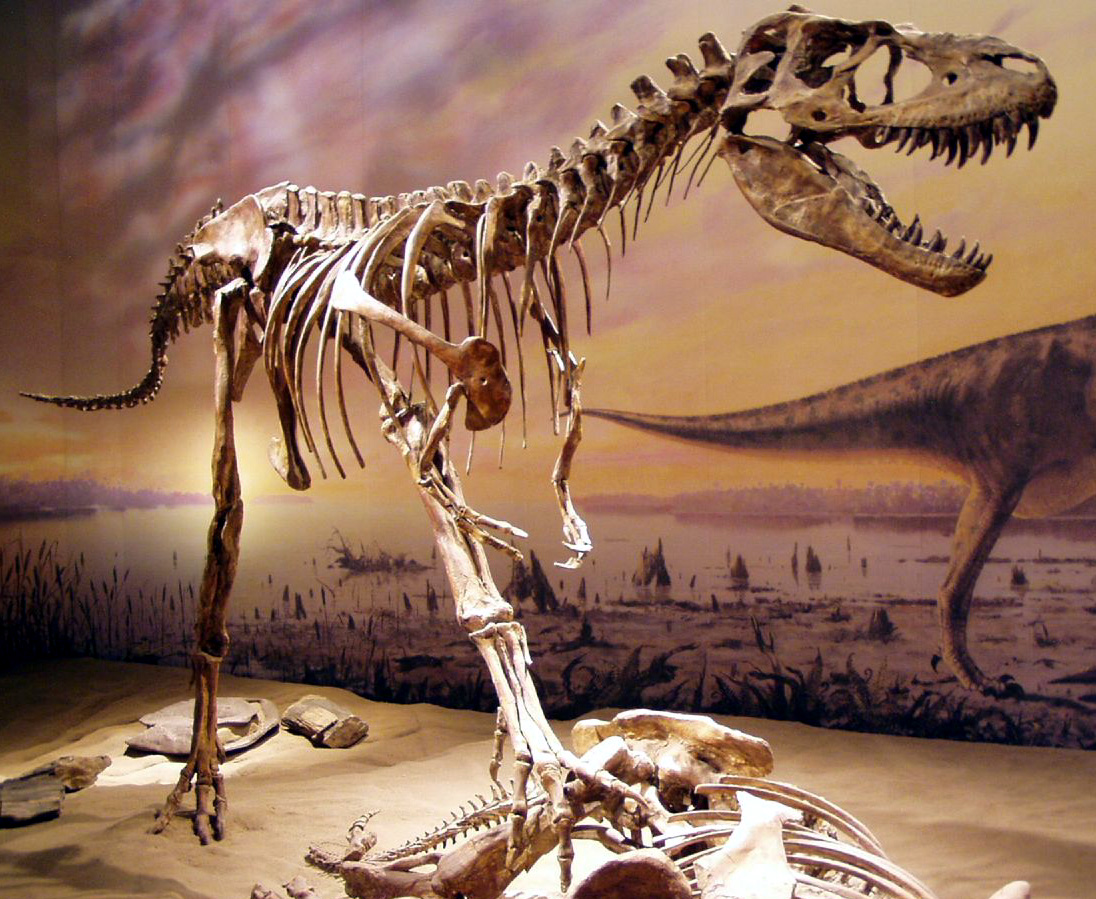
Альбертозавр
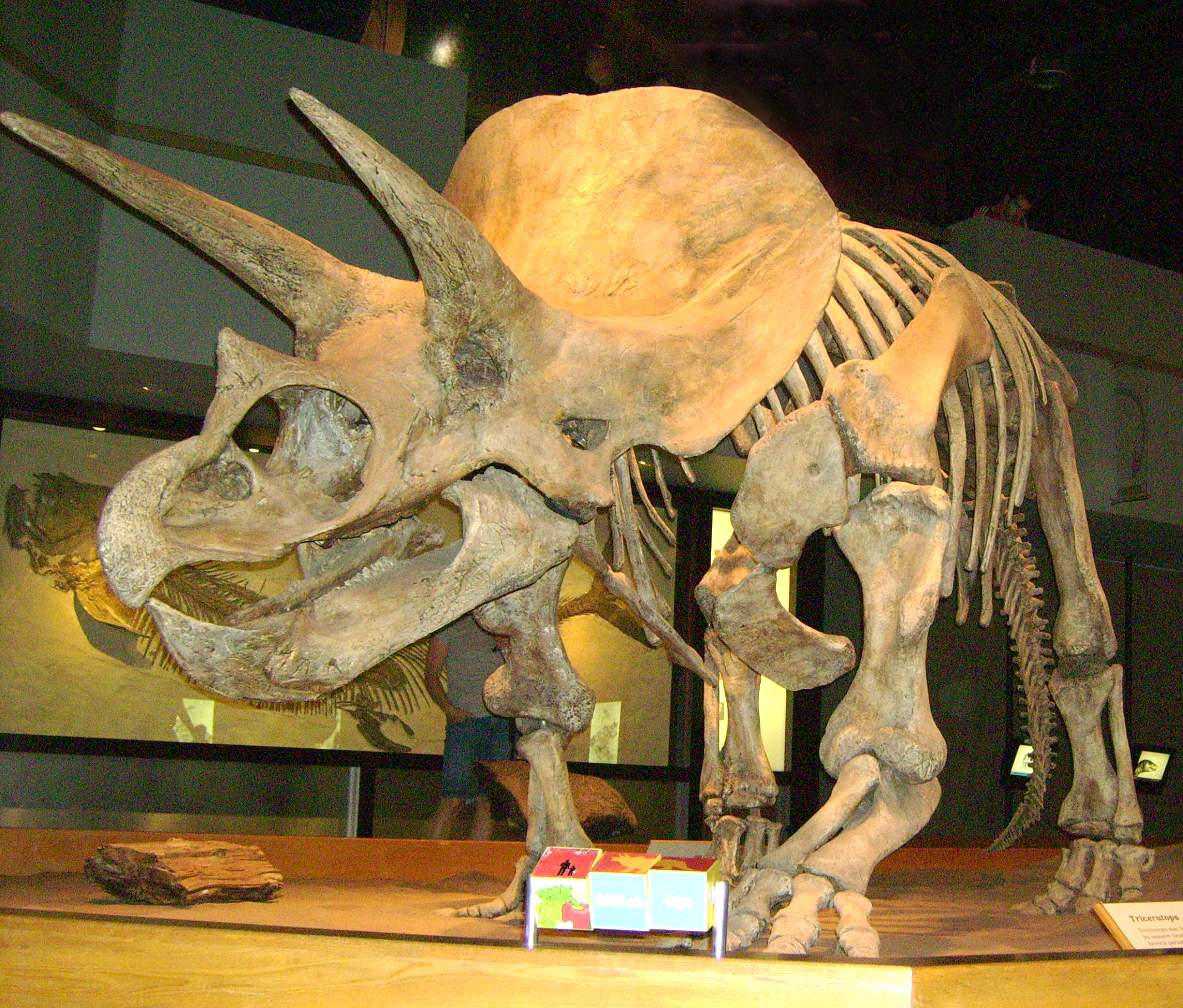
Трицератопс
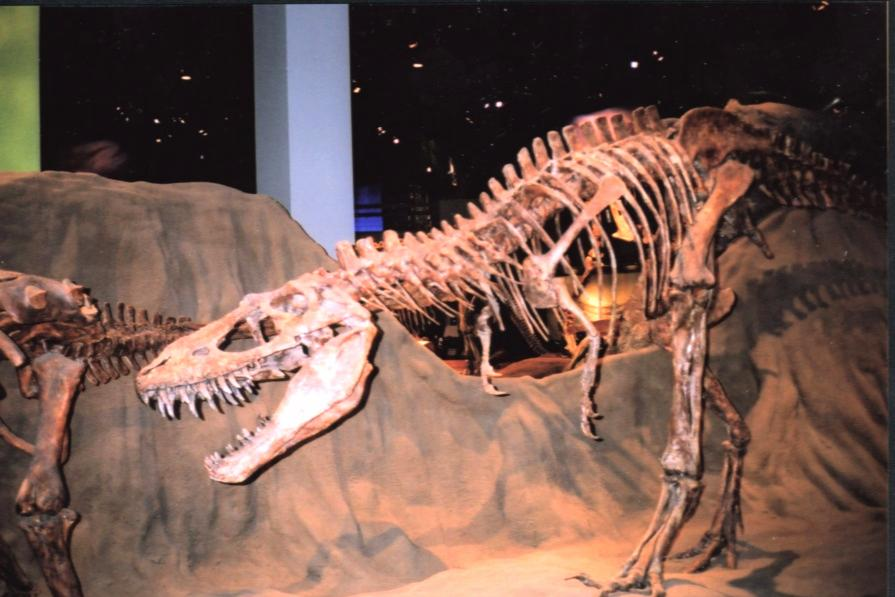
Альбертозавр
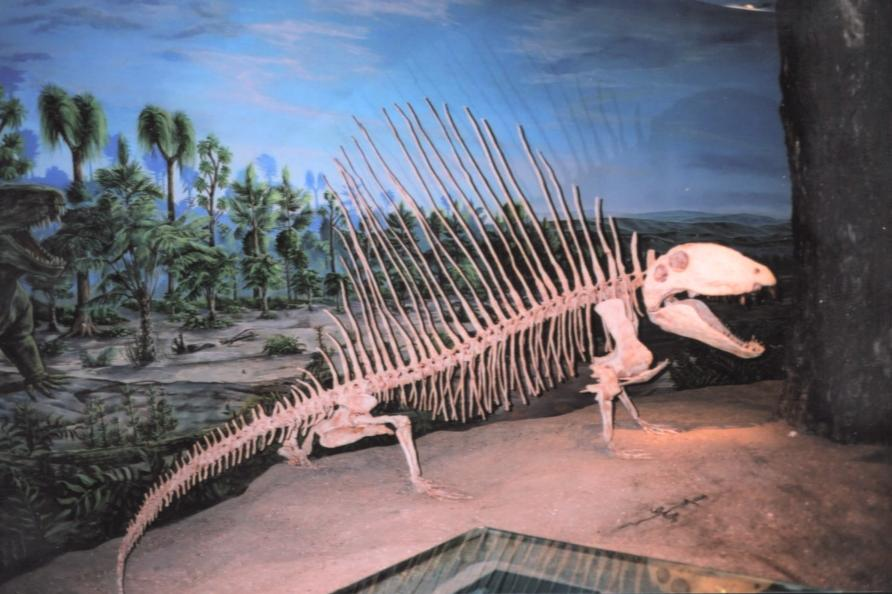
Диметродон
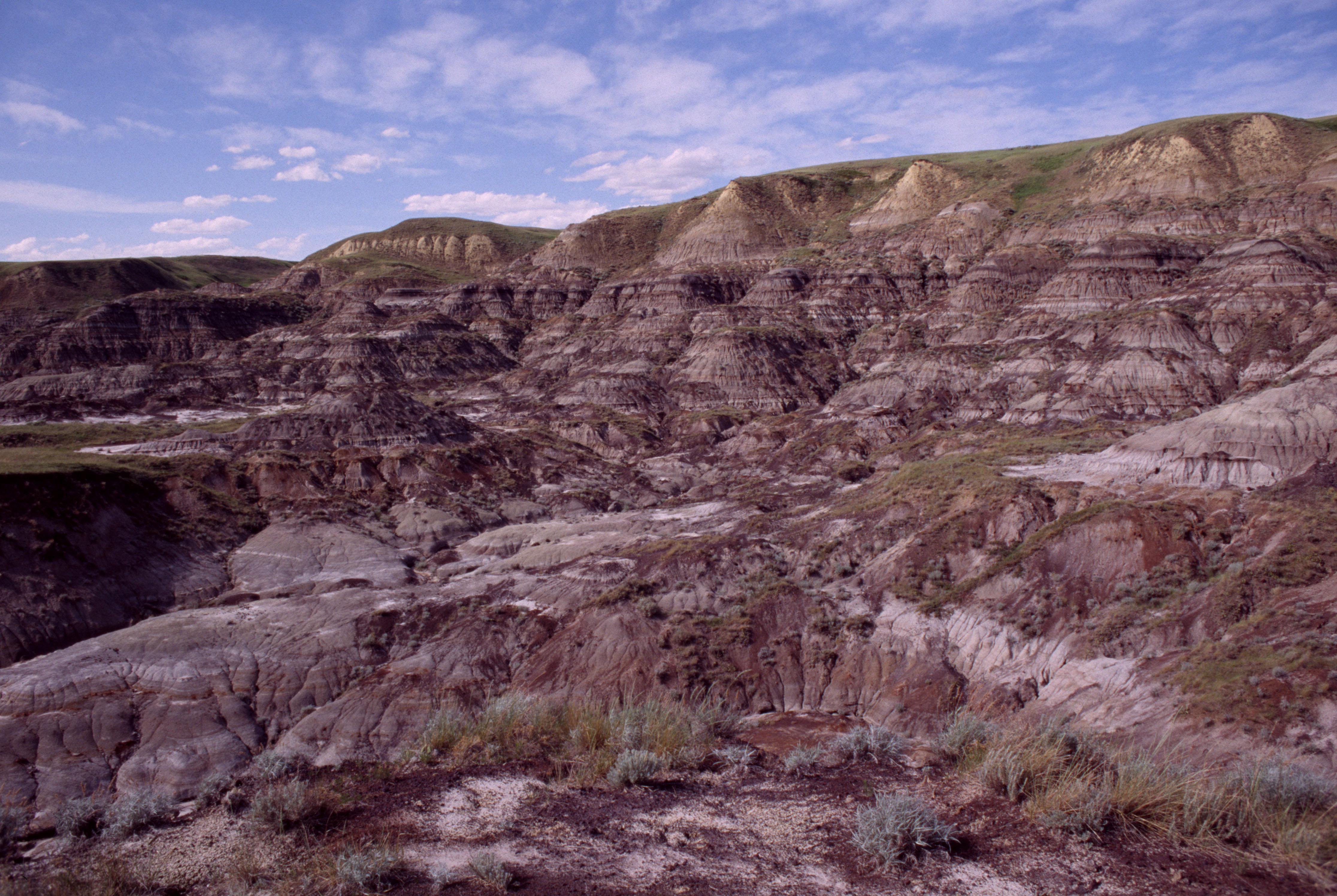
Бедленд Дромгелера
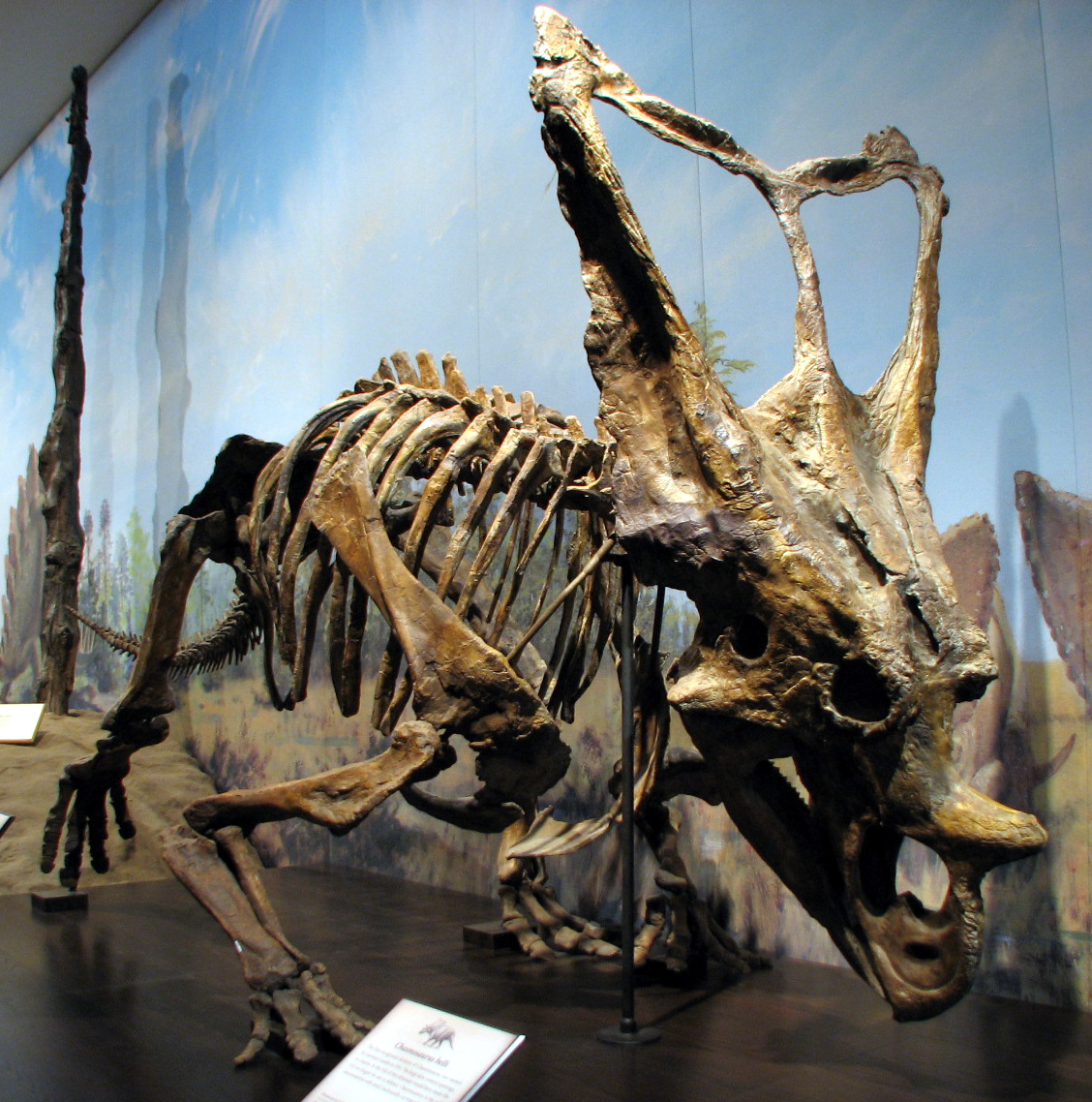
Хасмозавр Белі
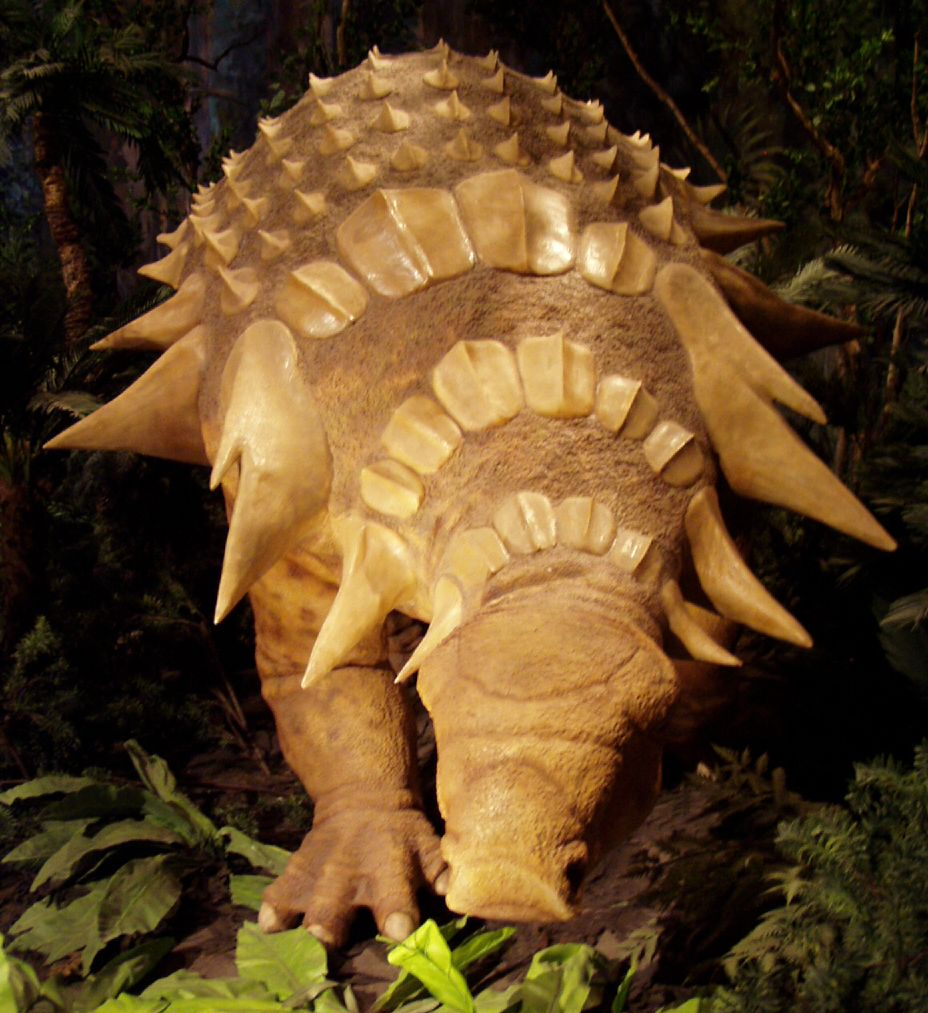
Едмонтонія
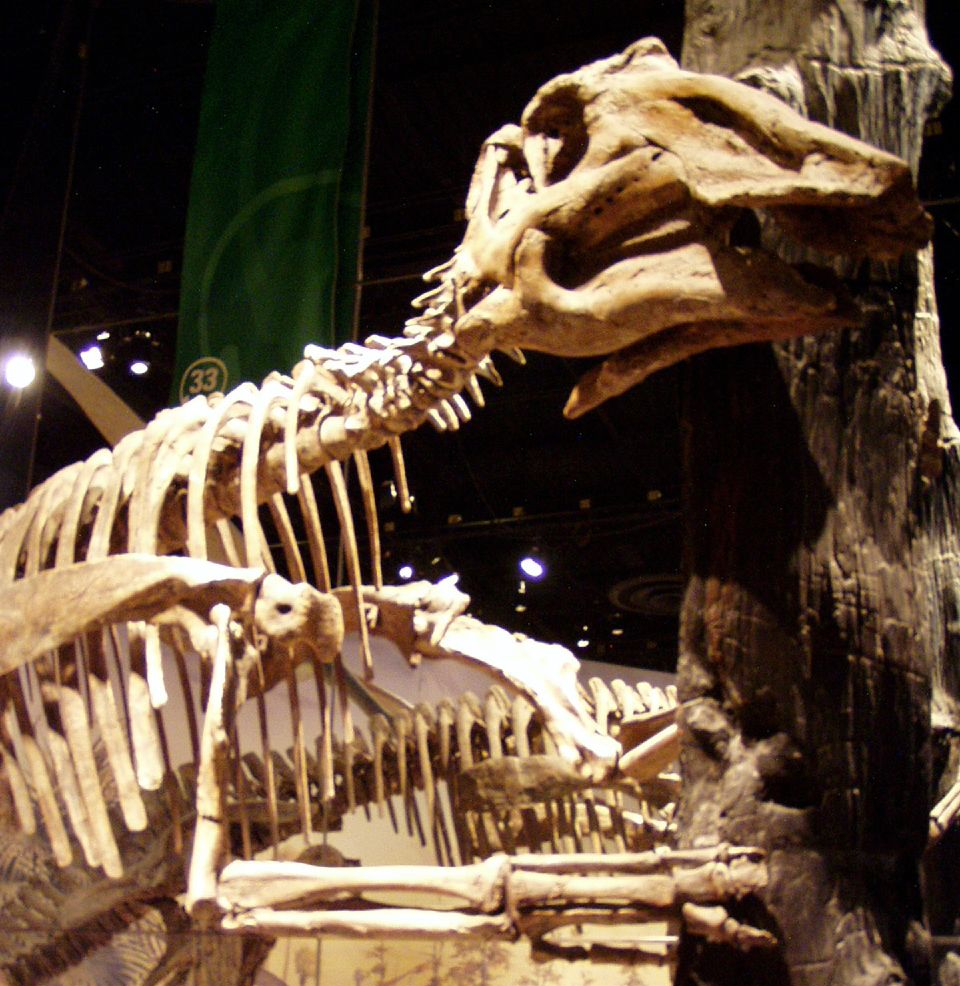
Прозауролоф
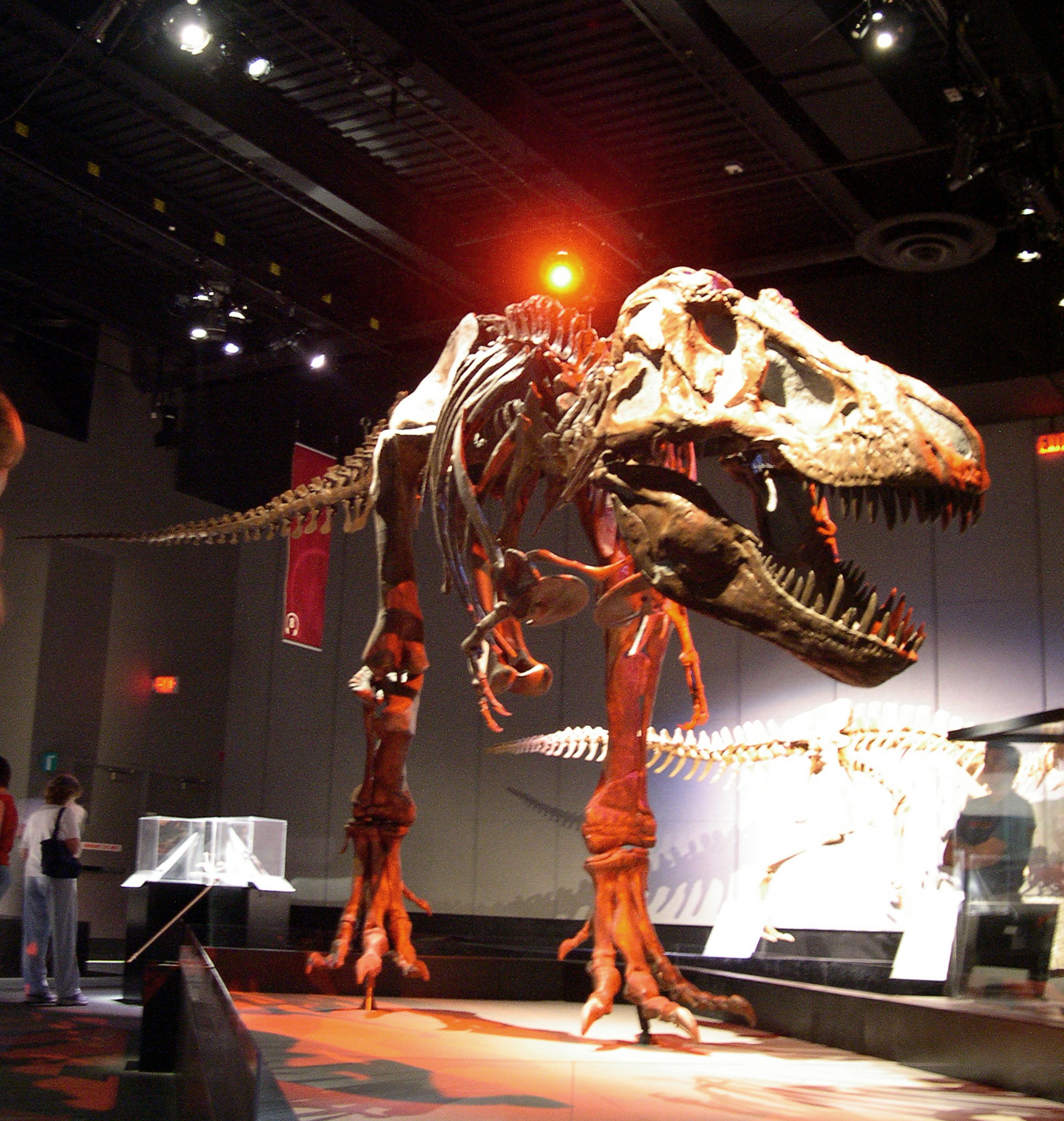
Тиранозавр